# Kara Killmer
Kara Killmer (* 14. června 1988, Crowley, Texas, Spojené státy americké) je americká herečka. Nejvíce se proslavila rolemi v internetovém seriálu If I Can Dream a v televizním seriálu Chicago Fire.

## Životopis
Narodila se v Crowley v Texasu. Navštěvovala Baylor University ve Wacu v Texasu a odmaturovala v roce 2010 s titulem bakalář umění.

## Kariéra
V roce 2010 získala hlavní roli v internetovém seriálu If I Can Dream. V roce 2014 získala roli Atheny True v připravované pilotní epizodě seriálu Tin Man, seriál však nebyl stanicí vybrán do televizní sezóny 2014–2015. Ten samý rok se připojila k obsazení seriálu Chicago Fire, získala roli Sylvie Brett, která nahradila Leslie Shay (Lauren German) v roli paramedičky ve třetí sérii. 6. dubna 2015 měl premiéru film Beyond the Mask, ve kterém si zahrála s Johnem Rhys-Daviesem.

## Filmografie
| Rok  | Název           | Role               | Poznámky            |
| ---- | --------------- | ------------------ | ------------------- |
| 2012 | Remnant         | —                  | Krátkometrážní film |
| 2012 | Prank           | Beth               | Krátkometrážní film |
| 2015 | Beyond the Mask | Charlotte Holloway |                     |

| Rok             | Název            | Role         | Poznámky                         |
| --------------- | ---------------- | ------------ | -------------------------------- |
| 2010            | If I Can Dream   | Sama sebe    | hlavní role, 32 epizod           |
| 2011            | Scary Tales      | Rapunzel     | díl: „The Pied Piper & Rapunzel“ |
| 2012            | Jane by Design   | Blondýna     | díl: „The Image Issue“           |
| 2013            | Rosa the Imposer | Sandra       | díl: „# Equality“                |
| 2013            | Horizon          | Anna Webber  | televizní film                   |
| 2014            | Tin Man          | Athena True  | televizní pilot                  |
| 2014–současnost | Chicago Fire     | Sylvie Brett | hlavní role                      |
| 2014–současnost | Chicago P.D.     | Sylvie Brett | vedlejší role                    |
| 2015-současnost | Chicago Med      | Sylvie Brett | vedlejší role                    |